# Le Lion volatil
Pour plus de détails, voir Fiche technique et Distribution.
Le Lion volatil est un court métrage réalisé par Agnès Varda en 2003.

## Synopsis
La copie du Lion de Belfort à Paris entraîne des visions surréalistes avant de s'animer. Son regard dans le cabinet de voyance examine et amplifie les dons qui sauraient le reconnaître.
À travers un climat noir (visite des Catacombes), de spiritualité (voyance), de fantastique et d'humour qui n'est pas sans rappeler le cinéma d'auteur comme celui de Jean-Pierre Jeunet, le regard habituel se défait sur le vivant.

## Fiche technique
- Titre : Le Lion volatil
- Réalisation : Agnès Varda
- Scénario : Agnès Varda
- Musique : Joanna Bruzdowicz
- Photographie : Xavier Tauveron et Mathieu Vadepied
- Montage : Sophie Mandonnet et Agnès Varda
- Production : Agnès Varda
- Société de production : Ciné-Tamaris
- Pays :  France
- Genre : Romance
- Durée : 12 minutes
- Dates de sortie : 
  - France : 24 mars 2003

## Distribution
- Julie Depardieu : Clarisse
- Frédérick Ernestine Grasser Hermé : Madame Clara, la voyante
- Silvia Urrutia : La première cliente
- David Deciron : Lazare Combes
- Bernard Werber : Le gardien chef
- Valérie Donzelli : La cliente en pleurs